# 국본지쟁
국본지쟁(國本之爭) 또는 쟁국본(爭國本)이란 명나라 신종(神宗) 만력제(萬曆帝) 때 황자들 중 누구를 황태자로 세울지를 둘러싸고 일어난 계승분쟁이다. 만력제는 효단현황후(孝端顯皇后) 왕씨(王氏) 사이에 아들이 없었다. 때문에 태자가 될 수 있는 적자(嫡子)가 없으면 장자(長子)에게 황위를 물려주어야 했다. 궁녀 출신 공비 왕씨(恭妃 王氏, 훗날 효정황태후孝靖皇太后)의 아들 주상락(朱常洛)이 장자로서 태자가 되어야 했으나, 만력제는 총애하던 황귀비 정씨(皇貴妃 鄭氏, 훗날 효령태황태후孝寧太皇太后)의 소생 복왕(福王) 주상순(朱常洵)을 태자로 삼고 싶어했다. 장자 주상락을 태자로 삼아야 한다는 신하들의 건의가 빗발치면서 만력제는 주상락을 태자에 봉했으나 주상락을 기꺼워하지 않았다. 이에 태자의 지위가 불안정해지게 되고 사태는 명말삼안(明末三案)으로 이어졌다.

## 원인
장자 주상락의 친모 효정황태후(孝靖皇太后) 왕씨(王氏)는 원래 자녕궁(慈寧宮) 궁녀였다. 장거정(張居正)이 국정을 주도한 만력(萬曆) 9년(1581), 만력제는 자녕궁으로 가서 모친인 효정황태후(孝定皇太后) 혹은 자성이태후(慈聖李太后)에게 문안하였다. 당시 이태후는 부재하였고 궁녀 왕씨가 물을 따라 황제에게 손을 씻게 하였다. 만력제는 한눈에 반하고 왕씨와 동침하였다. 왕씨가 아이를 밴 후에 이태후는 황제를 불러 물었고, 황제는 자신의 행동이 아니라고 우겼으나 이태후는 환관이 기록하는 『내기거주(內起居註)』를 조사하였고, 이에 만력제는 인정하였다. 후에 왕씨는 공비(恭妃)로 봉해졌다. 당시 궁중에서는 궁녀를 '도인(都人)'이라 칭하였다. 만력제는 이에 주상락을 '도인자(都人子)'라 부르며 싫어했다. 이태후의 출신 역시 도인이었기에 이태후는 대노하면서 만력제에게 '너 역시 도인자이다!(爾亦都人子)'라고 혼을 냈고, 만력제는 무릎 꿇고 머리를 조아리며 모친에게 사죄하였다.
만력제는 비빈이 많았으며, 그 가운데 정씨(鄭氏)를 총애했다. 만력10년(1582) 정씨는 숙비(淑妃)로 봉해졌다. 다음해에는 덕비(德妃)로 승진했다. 만력14년(1586) 정리는 아들을 나았으니 이가 곧 주상순(朱常洵)이다. 만력제는 매우 기뻐하며 황귀비(皇貴妃)로 격상시켰으니, 공비에 대한 냉랭한 태도와는 대비된 모습이었다. 곧이어 만력제가 정귀비와 함께 고현전(大高玄殿)에서 신께 맹세하며 주상순을 태자(太子)로 새우겠다고 약속하면서 맹세를 기록한 어서(御書)를 옥갑(玉匣)에 보관하고 정귀비가 보관하게 하였다는 소문이 퍼졌다.

## 과정

### 주상락에 대한 조정 대신들의 옹호
대신들은 황장자 주상락(朱常洛)을 일찍 태자로 삼을 것을 건의하여 유언비어를 없애려 하였다. 만력 14년(1586) 정귀비가 아들을 나았고, 같은해 수보대학사(首輔大學士) 신시행(申時行)이 상주하여, 명 영종(英宗) 정통제(正統帝)가 2살일 때 효종(孝宗) 홍치제(弘治帝) 6살일 때에 황태자에 봉해졌다는 예에 따라 주상락을 태자로 책봉할 것을 건의했다. 만력제는 주상락이 병약하다는 이유로 2-3년 기다렸다. 이는 신하들의 불안을 더했고 호과급사중(戶科給事中) 강응린(姜應麟), 이부원외랑(吏部員外郞) 심경(沈璟) 등은 각각 태자 책봉을 건의하였다. 그중 강응린은 격렬하게 말하여 만력제는 분노하며 주접을 바닥에 던지고 환관들에게 "귀비를 책봉한 것은 처음엔 (귀비의 아들을) 동궁으로 삼으려는 의도가 아니었으나 과신(科臣)들은 어째서 짐을 비난하는가!(冊封貴妃, 初非爲東宮起見, 科臣奈何訕朕)"라고 하였다. 그리고 "귀비는 삼가 받들어 성실히 힘쓰니 추가로 책봉한다. 태자 책봉에는 장유의 순서가 있는 법인데, 강응린이 군주를 의심하고 정직하다는 명의를 팔고 있으니 변방 잡직으로 강등시킨다(貴妃敬奉勤勞, 特加殊封. 立儲自有長幼, 姜應麟疑君賣直, 可降極邊雜職)고 지를 내렸다. 이에 강응린은 대동(大同) 광창현(廣昌縣)의 전사(典史)가 되었다. 이부원외랑(吏部員外郞) 심경(沈璟), 형부주사(刑部主事) 손여법(孫如法)이 이어서 상주하였으나 모두 처벌되었다. 그러나 만력제가 강응린을 처벌한 유지에도 태자 책봉에는 '장유의 순서가 있다(立儲自有長幼)'고 한 말에서, 만력제는 장유 순서에 따라 책봉하려는 것으로 보인다.
이후 대신들은 줄곧 주상락을 태자로 책봉하길 청하였으며 만력18년(1590) 단체로 책봉을 요구하는 한편, 집의 문을 걸어닫고 사직을 청하여 만력제에게 압력을 행사했다. 만력제는 다음해 혹은 주상락이 15세가 되었을 때 미루고자 하였고, 이후 만력20년으로 미루어서 책봉의례를 거행할 것이라고 말하였다. 다음해 8월이 되자 공부(工部) 장유덕(張有德)은 공사 준비를 해야 한다고 제의했으나, 만력제는 주요(奏擾, 상주문을 황제에게 올려 혼란을 불러일으킴)는 불허한다는 것을 이유로 감봉 3개월 조처를 내렸다. 수보대학사(首輔大學士) 신시행(申時行)과 대신들은 반대 상소를 올렸다. 만력제는 대노하였고, 신시행도 몰래 변명하였다. 이 사건이 드러나면서 신시행의 명예는 땅에 떨어졌고 탄핵되어 사직하고 귀향하였다. 다른 대신들도 파직되어 북경에서 내쫓기거나 정장(廷杖)에 처해졌다.

### 삼왕병봉지례(三王並封之禮)
만력21년(1593) 정월, 만력제는 책봉 과정을 개정하여 대학사 왕석작(王錫爵)에게 수조(手詔)를 내려 황장자(皇長子) 주상락(朱常洛), 황삼자(皇三子) 주상순(朱常洵), 황오자(皇五子) 주상호(朱常浩)를 모두 왕으로 책봉하고 이후에 다시 적합한 사람을 태자로 책봉한다는 것이었다. 왕석작은 황제에게 죄를 얻고 조신들의 공박을 받을 것을 우려하여 장자를 통해 황후를 모친으로 삼게 하면 장자가 적자(嫡子)가 된다고 건의하였다. 그러나 만력제는 세 왕을 동시에 봉한다는 '삼왕병봉유(三王並封諭)'를 고시하였을 뿐 '장자는 황후를 모친으로 한다(長子以皇后爲母)'는 이야기는 없어 삼왕병봉지례(三王並封之禮)를 계속 준비하였다. 이때 조정이 크게 시끄러웠다. 왕석작은 주상락이 선발에 참여하라는 지시가 내려지길 기다려야 태자가 될 기회가 있을 것이나, 주상락은 원래 태자여야 한다고 말하였다. 이는 주상락이 태자가 되는 합법성에 의문을 제기한 것이었다. 이에 대신들은 왕석작이 황제에게 아첨하여 총애를 받으려는 것이라고 질책하였고, 왕석작은 어쩔 수 없이 스스로 탄핵하여 사직을 청하였고, 만력제도 조정 대신들의 여러 논의에 따라 지시를 철회했다.